# Kassinula wittei
Kassinula wittei es una especie de anfibios de la familia Hyperoliidae. Es monotípica del género Kassinula.
Habita en República Democrática del Congo, Zambia y quizá Angola.
Su hábitat natural incluye sabanas secas, praderas húmedas o inundadas en algunas estaciones, lagos intermitentes de agua dulce y marismas intermitentes de agua dulce.